# ترشکا گورا نوو مستو
ترشکا گورا (اسلوونیایی: Trška Gora, Novo Mesto) یک زیستگاه انسانی در اسلوونی است که در نوو مستو واقع شده‌است.

## خصوصیات
ترشکا گورا ۱٫۳۲ کیلومترمربع مساحت و ۱۲۴ نفر جمعیت دارد و ۳۶۵٫۱ متر بالاتر از سطح دریا واقع شده‌است.